# Пландин, Иван Михайлович
Ива́н Миха́йлович Пла́ндин (30 марта 1888, Большая Пица, Арзамасский уезд, Нижегородская губерния, Российская империя ― 26 января 1966, Козьмодемьянск, Марийская АССР, РСФСР, СССР) ― русский советский художник, фотограф, деятель музейного дела. Художник, экскурсовод, заведующий Художественно-историческим музеем имени А. Григорьева в г. Козьмодемьянске Марийской АССР (1934―1946). Заслуженный деятель искусств Марийской АССР (1958). Член Союза художников СССР и Всероссийского союза фотографов. Участник Первой мировой войны и Гражданской войны в России.

## Биография
Родился 30 марта 1888 года в селе Большая Пица ныне Дальнеконстантиновского района Нижегородской области в бедной крестьянской семье. 
В 1905 году учился в Арзамасе у живописца Ивана Полидорского. 
В 1907―1910 годах учился в иконописной мастерской И. Солонина в Нижнем Новгороде. Здесь встречался с М. Горьким, который похвалил юного художника.  
В 1910 году переехал в г. Козьмодемьянск Казанской губернии. Долгое время он работал живописцем по стенной росписи, иконописи, а также выполнял различные декоративные работы у подрядчиков.
В 1915—1917 годах был участником Первой мировой войны. Участник Гражданской войны в России: с 1919 до февраля 1920 года служил в рядах Красной армии в Казани.
После демобилизации в 1920 году был откомандирован в Козьмодемьянск в мастерскую А. Григорьева, где изготавливал декорации для коллективов художественной самодеятельности Народного дома Красноармейского клуба.
В 1920―1923 годах работал преподавателем акварели и рисунка в Козьмодемьянских государственных свободных художественных мастерских (ГСХМ), одновременно с этим являясь декоратором в театре. 
С 1934 года ― художник и экскурсовод, в 1941―1946 годах — заведующий Художественно-историческим музеем им. А. В. Григорьева в г. Козьмодемьянске.
В 1940 году окончил художественные курсы в г. Москве. 
В годы Великой Отечественной войны вёл большую работу по ведению музейного дела в Козьмодемьянске: сохранению, реставрации и консервации экспонатов, а также активно участвовал во всех выставках марийских художников. 
Выйдя на пенсию, помогал в организации художественной мастерской при Козьмодемьянском доме культуры.
Женился в 1912 году, супруга – З. Е. Карпунина, 6 детей – Евгений, Николай, Леонид, Павел, Александр, Лидия. Особую известность получил его сын ― генеральный директор Арзамасского приборостроительного завода, кавалер Ленинской премии, 5 орденов СССР, в том числе ордена Ленина, почётный гражданин города Арзамаса П. И. Пландин. 
Скончался 26 января 1966 года в Козьмодемьянске.

## Художественное творчество
Член Союза художников СССР с 1961 года, член Всероссийского союза фотографов с 1928 года.
В годы работы в Козьмодемьянске писал панно и плакаты, направленные против врагов революции, против разрухи и голода. 
Ему принадлежат живописные работы в жанре соцреализма: «Портрет Сталина» (1937), «Колхозная молотьба», «Хлебосдача», «В транзит» (1950), «Массовое гуляние» (1957) и др.
В годы Великой Отечественной войны им были написаны картины «Спасение военного каравана» (1942), «Проводы на фронт» (1943) и др., после войны ― картина «Козьмодемьянск. 20-летие со дня Победы над фашистской Германией 9 мая 1965 года». 
Является авторов пейзажей. Большинство произведений — этюды с натуры, запечатлевшие различные уголки городского пейзажа Козьмодемьянска и его окрестных деревень.
Автор портретов передовиков сельского хозяйства («Портрет колхозника» (1943), «Портрет колхозного почтовика» (1946), «Портрет знатной доярки республики С. Фирсовой» (1959), группового портрета горномарийских писателей (1948) и др. 
В 1940 году был участником Всесоюзной выставки народного изобразительного искусства «Оборона СССР». Был постоянным участником местных художественных выставок в Козьмодемьянске, в том числе проходивших задолго после его смерти. 
В 1958 году ему присвоено почётное звание «Заслуженный деятель искусств Марийской АССР». Награждён медалями и трижды ― Почётной грамотой Президиума Верховного Совета Марийской АССР.

## Признание
- Заслуженный деятель искусств Марийской АССР (август 1958)[1]
- Почётная грамота Президиума Верховного Совета Марийской АССР (1941, 1957, 1959)[1]

## Память
- Более 300 живописных работ И. М. Пландина хранится в Историко-художественном музее имени А. В. Григорьеве в г. Козьмодемьянске. Около 270 картин хранится в фондах Национального музея Республики Марий Эл имени Т. Евсеева, причём они были подарены музею самим автором[4].
- В 2023 году в Музее народно-прикладного искусства в г. Йошкар-Оле открылась выставка «Мастер города Козьмодемьянска», приуроченная к 135-летию со дня рождения художника И. М. Пландина и 440-летию со дня основания г. Козьмодемьянска[13].